# Choichix alvaradoi
Choichix alvaradoi — вимерлий вид променеперих риб, що існував у пізній крейді (95 млн років тому). Описаний у 2021 році.

## Назва
Родова назва Choichix походить з маянської мови цоциль та перекладається як «риба з шипами». Назва виду С. alvaradoi вшановує мексиканського палеонтолога Хесуса Альварадо Ортеги, старшого наукового співробітника відділу палеонтології Інституту геології Національного автономного університета Мексики.

## Скам'янілості
Добре збережений повний відбиток скелета риби виявлений у кар'єрі Ель-Чанго у муніципалітеті Окосокоаутла-де-Еспіноса у штаті Чіапас на півдні Мексики. Знайдений у відкладеннях формації Синталапа групи Сьєрра-Мадре